# Saint Andrew (Barbados)
Saint Andrew è una parrocchia di Barbados.
Il territorio ha una superficie di 36 km² ed una popolazione di 5.139 abitanti (Censimento 2010).
Il principale centro abitato è Greenland (524 abitanti)